# Olga Knipper

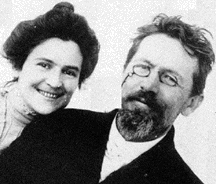
Olga Knipper i Anton Czechow

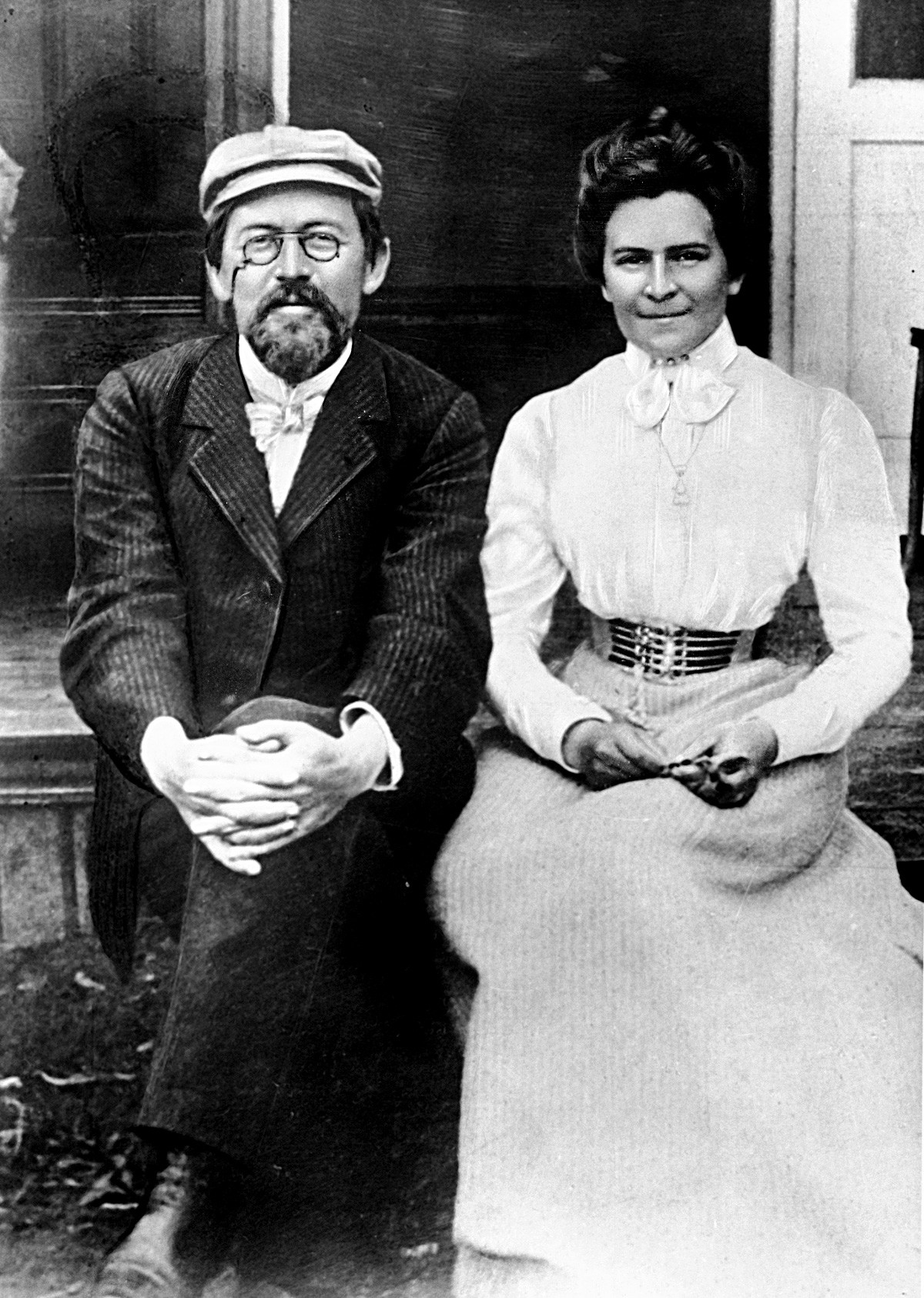
Czechow i Knipper, 1901

Olga Leonardowna Knipper-Czechowa (ros. О́льга Леона́рдовна Кни́ппер-Че́хова, ur. 9 września?/21 września 1868 w Głazowie, zm. 22 marca 1959 w Moskwie) – rosyjska aktorka teatralna, Ludowy Artysta ZSRR, żona Antona Czechowa.

## Życiorys
Urodziła się w wiackiej (wiatkowskiej) guberni, w niemieckiej inteligenckiej rodzinie osiadłej w Rosji. Jej ojciec był inżynierem i zarządzał zakładem przemysłowym, matka – Anna Iwanowna Zaltz – będąc uzdolnioną pianistką i wokalistką poświęciła się prowadzeniu domu i wychowaniu dzieci, oprócz Olgi – dwóch synów: Konstantina (Konstantego) i Władimira (Włodzimierza).
Razem z rodziną w 1870 r. przeprowadziła się do Moskwy, gdzie spędziła resztę życia. Po nagłej śmierci ojca Olga razem z matką – która w niedługim czasie została profesorem śpiewu w szkole przy Uczelni Filharmonicznej – dawała lekcje muzyki i śpiewu. Jednocześnie dążyła do realizacji swojego marzenia – występowania na scenie teatralnej. W tajemnicy wstąpiła do szkoły dramatycznej przy moskiewskim Teatrze Małym, ale ponieważ nie była niczyją protegowaną, została po miesiącu skreślona z listy uczniów w wyniku tzw. egzaminu sprawdzającego. W takiej sytuacji jej matka, wcześniej przeciwna scenicznym planom córki, znalazła dla niej miejsce – tym razem po protekcji – w szkole dramatycznej przy Filharmonii Moskiewskiej, w klasie Władimira Niemirowicza-Danczenki. Na zajęcia uczęszczała z tak znanymi później aktorami, jak Margarita Sawicka i Wsiewołod Meyerhold. Razem z nimi została przez Konstantina Stanisławskiego zaproszona do trupy nowego teatru – Moskiewskiego Teatru Artystycznego (MChAT). Brała udział w próbach – jeszcze w podmoskiewskiej miejscowości Puszkino – sztuki Aleksieja Tołstoja Car Fiodor Joannowicz w roli carycy Iriny i sztuki Antona Czechowa Mewa w roli Arkadyny.
Sztuka ta została wystawiona na inaugurację Teatru Artystycznego 17 grudnia 1898 r. i wywołała furorę – pomimo wcześniejszych klęsk sztuk Czechowa w Moskwie (Iwanow) i Petersburgu (skandal na premierze Mewy w Teatrze Aleksandryjskim będącej benefisem Jelizawiety Iwanowny Liewkiejewej). W roli Arkadyny Knipper przedstawiła starzejącą się artystkę, nie będącą w stanie zauważyć nadciągającej starości. Pomimo tego, że sama miała wtedy dopiero trzydzieści lat, potrafiła w niezapomniany sposób zagrać nie starość, ale samo starzenie się. Grała na premierze pomimo silnego przeziębienia i temperatury 39 °C. Kolejną „czechowską” rolą Knipper była Masza w Trzech siostrach, jej partnerem był Stanisławski jako Wierszynin.
Gra Olgi Knipper cechowała się olbrzymim scenicznym wdziękiem i szczerością – była to nawet nie gra, ale życie na scenie, zgodnie z kanonem przekazywanym aktorom przez Stanisławskiego. Takie walory zawodowe łączyły się u niej z wykształceniem, inteligencją, skromnością, wewnętrzną szlachetnością, subtelnym poczuciem humoru i smaku i interesującą powierzchownością. Znana była z niezwykłego uroku, który posiadała, i szczególnej atmosfery, którą tworzyła wokół siebie – subtelności, szczerości i spokoju. Zawsze, w dowolnych czasach w jej domu panował idealny porządek i przytulność. W teatrze zwano ją nasza Hrabina. Tak jak i inne aktorki Teatru Artystycznego ubierała się prosto, skromnie i elegancko – zakryte, długie suknie, surowe angielskie kostiumy, bez ostatnich paryskich toalet, jaskrawych, krzykliwych kolorów, blasku i wymyślności.
Bliższa znajomość Czechowa z Knipper zawiązała się w 1899 r., gdy Czechow wrócił z Jałty do Moskwy, a po wyjeździe Knipper na letni odpoczynek na Kaukaz rozpoczęła się pomiędzy nimi długoletnia korespondencja. Pisarz w tym czasie był już chory na gruźlicę i w Moskwie mógł przebywać tylko co jakiś czas – dlatego listy nieodłącznie towarzyszyły ich romansowi, a potem życiu rodzinnemu po ślubie zawartym 7 czerwca (25 maja starego stylu) 1901 r., o którym wiedzieli tylko najbliżsi – siostra Czechowa Maria Pawłowna, Stanisławski i Niemirowicz-Danczenko. Pożycie pary – najczęściej w rozłące – było dla współczesnych wyjątkowo dziwne, tym niemniej pozostawało w zgodzie z poglądami małżonków. Czechow jeszcze przed ślubem 27 września 1900 r. pisał do przyszłej żony: … nie wiem co mam Ci powiedzieć oprócz tego, co już mówiłem Ci 10000 razy, prawdopodobnie będę mówił jeszcze długo, że jest tak że Cię kocham – i nic więcej. A jeśli teraz nie jesteśmy razem, to winnym tego nie jestem ani ja ani Ty, ale bies, który zaszczepił mi zarazek, a Tobie – miłość do sztuki. Pragnienie obojga wychowywania dzieci niestety nie doczekało się spełnienia, pierwsza ciąża Olgi Knipper w 1901 r. zakończyła się poronieniem, a podczas drugiej w 1902 r. uległa nieszczęśliwemu upadkowi z kilku metrów podczas spektaklu, i po długiej chorobie i operacjach już nie mogła mieć dzieci.
Po tych wydarzeniach Knipper chciała zakończyć karierę, zdecydowanie przeciwni temu byli nie tylko dyrektorzy teatru, ale też sam Czechow. Pozostała na scenie i grała w kolejnej sztuce Czechowa – Wiśniowym sadzie (premiera 17 stycznia 1904 r.) Raniewską. Po premierze małżonkowie, ze względu na pogorszenie się stanu zdrowia Czechowa, wyjechali na leczenie do Schwarzwaldu. W czasie podróży – w nocy na 2 lipca – Czechow umarł na rękach swojej żony.
Po pogrzebie Olga Knipper długo nie mogła przyjść do siebie, w dalszym ciągu pisała listy do zmarłego męża, w których opowiadała, jak próbuje żyć bez niego, jak wszędzie dostrzega jego obraz, … Znacznie później – w 1946 r. – Knipper w liście do swojej bratanicy Ady Konstatinowny tak opisze swój związek: … tych sześć lat, kiedy go znałam, były męczące, pełne udręki z powodu takiego sposobu życia. I tym niemniej były to lata wypełnione takim zainteresowaniem, takim nasyceniem, że wydawały mi się pięknem istnienia. Wychodząc za niego nie byłam dziewczynką, nie był on dla mnie li tylko mężczyzną – poraził mnie jako nadzwyczajny człowiek, całą swoją osobowością, światem wewnętrznym – ach, trudno wszystko to wyrazić… Tych sześć lat były męką, ale pozostały dla mnie światłem i prawdą i pięknem życia…
Dalszą karierę sceniczną Knipper zaznaczyła taki rolami, jak Sara w Iwanowie Czechowa, Anna Adriejewna w Rewizorze Gogola, Natalia Pietrowna w Miesiącu na wsi Turgieniewa, Gertruda w Hamlecie Szekspira, znakomita Nastia w Na dnie Gorkiego, pani Gihle w W szponach życia Hamsuna. Po rewolucji październikowej trupa Teatru Artystycznego wyjechała na występy gościnne na południe Rosji, a później trafiła do Gruzji i na Bałkany. Wtedy Wasilij Kaczałow, który kierował zespołem, postanowił dla zwiększenia zainteresowania widzów na afiszach anonsować: występuje Knipper-Czechowa, i choć do tej pory Olga Knipper podwójnego nazwiska nie używała, to już przy takim pozostała również po powrocie zespołu do Rosji. Brała później udział w dwuletnich występach gościnnych zespołu MChAT w USA.
Będąc już niemłodą weszła w zażyłość z młodszym o trzydzieści lat literatem Nikołajem Dmitriewiczem Wołkowem, autorem pierwszej dwutomowej biografii Meyerholda i legendarnej inscenizacji Anny Kareniny Lwa Tołstoja na scena MChAT-u z 1937 r. Do końca życia przyjaźniła się Marią Pawłowną Czechową, odwiedzała ją w Jałcie i organizowanym przez nią muzeum znakomitego brata.
Niedługo przed śmiercią, uczestniczyła w uroczystościach jubileuszu swojego 90-lecia zorganizowanych w teatrze MChAT 22 października 1958 r.
Została pochowana na cmentarzu Nowodziewiczym, obok mogiły męża i innych znakomitych artystów – Stanisławskiego, Niemirowicza-Danczenki, Kaczałowa.